# ミーディン国立競技場
ミーディン国立競技場（ミーディンこくりつきょうぎじょう、ベトナム語：Sân vận động Quốc gia Mỹ Đình / 𡑝運動國家美亭）は、ベトナム・ハノイ市ナムトゥリエム区にある競技場。

## 概要
2003年9月に開催された東南アジア競技大会に合わせて建設された。こけら落としはU-23ベトナム代表VS上海申花（中国）。
サッカーベトナム代表の主要スタジアムになっている。
2007年に行われたAFCアジアカップの会場のひとつとして利用され、2009年アジアインドアゲームズのメイン会場にもなった。
国立スポーツコンプレックスの中心的施設で、ベトナムにおける最大規模のスポーツ競技場である。収容人数は40,192人。